# Coalville
Coalville este un oraș în comitatul Leicestershire, regiunea East Midlands, Anglia. Orașul se află în districtul North West Leicestershire a cărui reședință este.
1. ↑  , Wikipedia în esperanto https://www.citypopulation.de/en/uk/eastmidlands/leicestershire/E63002408__coalville Lipsește sau este vid: |title= (ajutor)